# Apterocis variabilis
Apterocis variabilis är en skalbaggsart som beskrevs av Perkins 1900. Apterocis variabilis ingår i släktet Apterocis och familjen trädsvampborrare. Inga underarter finns listade i Catalogue of Life.